# Lok-Sabha-Wahlkreis Bidar
Der Lok-Sabha-Wahlkreis Bidar ist ein Wahlkreis bei den Wahlen zur Lok Sabha, dem Unterhaus des indischen Parlaments. Er liegt im Bundesstaat Karnataka und umfasst den gesamten Distrikt Bidar sowie einen kleineren Teil des Distrikts Kalaburagi.
Bei der letzten Wahl zur Lok Sabha waren 1.600.962 Einwohner wahlberechtigt.

## Letzte Wahl
Die Wahl zur Lok Sabha 2014 hatte folgendes Ergebnis:
| Kandidat              | Partei                | Stimmen |
| --------------------- | --------------------- | ------- |
| Bhagwanth Khuba       | BJP                   | 47,9 %  |
| N. Dharam Singh       | INC                   | 38,3 %  |
| Bandeppa Khashempur   | JD(S)                 | 6,1 %   |
| Shankar Bhayya        | BSP                   | 1,6 %   |
| Sonstige              | Sonstige              | 5,8 %   |
| Keiner der Kandidaten | Keiner der Kandidaten | 0,3 %   |

## Wahl 2009
Die Wahl zur Lok Sabha 2009 hatte folgendes Ergebnis:
| Kandidat                | Partei   | Stimmen |
| ----------------------- | -------- | ------- |
| N. Dharam Singh         | INC      | 43,4 %  |
| Gurupadappa Nagmarpalli | BJP      | 38,3 %  |
| Subhash Tippanna Nelge  | JD(S)    | 6,3 %   |
| Jagannath R. Jamadar    | BSP      | 2,9 %   |
| Parmeshwar Ramchandra   | Unabh.   | 1,2 %   |
| Sonstige                | Sonstige | 7,9 %   |

## Bisherige Abgeordnete
| Wahl      | Name                    | Partei | Stimmen |
| --------- | ----------------------- | ------ | ------- |
| 1951–1952 | Shoukatulla Shah Ansari | INC    | 58,2 %  |
| 1962      | Ramachandra Veerappa    | INC    | 51,9 %  |
| 1967      | Ramachandra Veerappa    | INC    | 49,4 %  |
| 1971      | Shankardev Balaji Rao   | INC    | 76,3 %  |
| 1977      | Shankardev Balaji Rao   | INC    | 55,9 %  |
| 1980      | Narsingrao Suryavanshi  | INC(I) | 59,5 %  |
| 1984      | Narsingrao Suryavanshi  | INC    | 53,4 %  |
| 1989      | Narsingrao Suryavanshi  | INC    | 32,3 %  |
| 1991      | Ramchandra Veerappa     | BJP    | 50,6 %  |
| 1996      | Ramchandra Veerappa     | BJP    | 48,5 %  |
| 1998      | Ramchandra Veerappa     | BJP    | 53,2 %  |
| 1999      | Ramchandra Veerappa     | BJP    | 48,0 %  |
| 2004      | Ramchandra Veerappa     | BJP    | 38,3 %  |
| 2004*     | Narsingrao Suryavanshi  | INC    | 32,2 %  |
| 2009      | N. Dharam Singh         | INC    | 43,4 %  |
| 2014      | Bhagwanth Khuba         | BJP    | 47,9 %  |

*) Nachwahl

## Wahlkreisgeschichte
Der Wahlkreis Bidar bestand bei der ersten Lok-Sabha-Wahl 1951 sowie erneut ab der Wahl 1962. Bis 1956 gehörte der Wahlkreis zum Bundesstaat Hyderabad, danach zum Bundesstaat Mysore, ehe dieser 1973 in Karnataka umbenannt wurde. Bis 2004 war der Wahlkreis für Kandidaten aus unteren Kasten (Scheduled Castes) reserviert.